# Petar Filipovic
Petar Filipovic (* 14. September 1990 in Hamburg) ist ein deutsch-kroatischer Fußballspieler.

## Karriere
Seit der Jugend spielte Filipovic für den FC St. Pauli. Er debütierte in der ersten Mannschaft des als Absteiger bereits feststehenden FC St. Pauli am 15. Mai 2011 (34. Spieltag) in der Fußball-Bundesliga 2010/11 im Spiel gegen den 1. FSV Mainz 05 (1:2), als er in der 84. Minute für Dennis Daube eingewechselt wurde. Mit der Reserve-Mannschaft stieg er in derselben Saison als Oberligameister in die Regionalliga Nord auf. Vor dem Beginn der neuen Bundesliga-Spielzeit nahm Filipovic an der Vorbereitung des Profikaders teil, danach kehrte er jedoch wieder ins U-23-Team zurück. Am Ende der Saison 2011/12 wurde sein Vertrag nicht verlängert und er war zunächst vereinslos.
Ende Oktober 2012 unterschrieb er einen bis Ende Juni 2014 gültigen Zweijahresvertrag beim kroatischen Erstligisten Cibalia Vinkovci. Dort kam er in der restlichen Saison 2012/13 zu 20 Einsätzen und erzielte zwei Tore. Am Ende wurde der Verein Vorletzter und stieg ab. Ende Juni 2013 wurde er vom Erstligisten NK Slaven Belupo Koprivnica zur Saison 2013/14 verpflichtet. Im Winter 2015 wechselte er zur SV Ried.
Zur Saison 2016/17 wechselte er zum Ligakonkurrenten FK Austria Wien, wo er einen bis Juni 2019 gültigen Vertrag erhielt.
Im August 2017 wechselte er in die Türkei zu Konyaspor, wo er einen bis Juni 2020 gültigen Vertrag erhielt. In zwei Saisonen bei Konyaspor kam er zu 28 Einsätzen in der Süper Lig.
Im September 2019 kehrte er nach Österreich zurück und wechselte zum LASK, bei dem er einen bis Juni 2022 laufenden Vertrag erhielt. In drei Spielzeiten beim LASK kam er zu 55 Bundesligaeinsätzen. Seinen Vertrag in Oberösterreich verlängerte der Innenverteidiger nicht, womit er den LASK nach der Saison 2021/22 verließ.
Daraufhin wechselte er im August 2022 nach Zypern zu AEL Limassol. Für Limassol kam er insgesamt zu 29 Einsätzen in der First Division. Zur Saison 2024/25 kehrte Filipovic wieder nach Österreich zurück und wechselte zum Bundesligisten Grazer AK, bei dem er einen bis 2026 laufenden Vertrag erhielt.